# Spis powszechny ludności w 2011 (Rumunia)

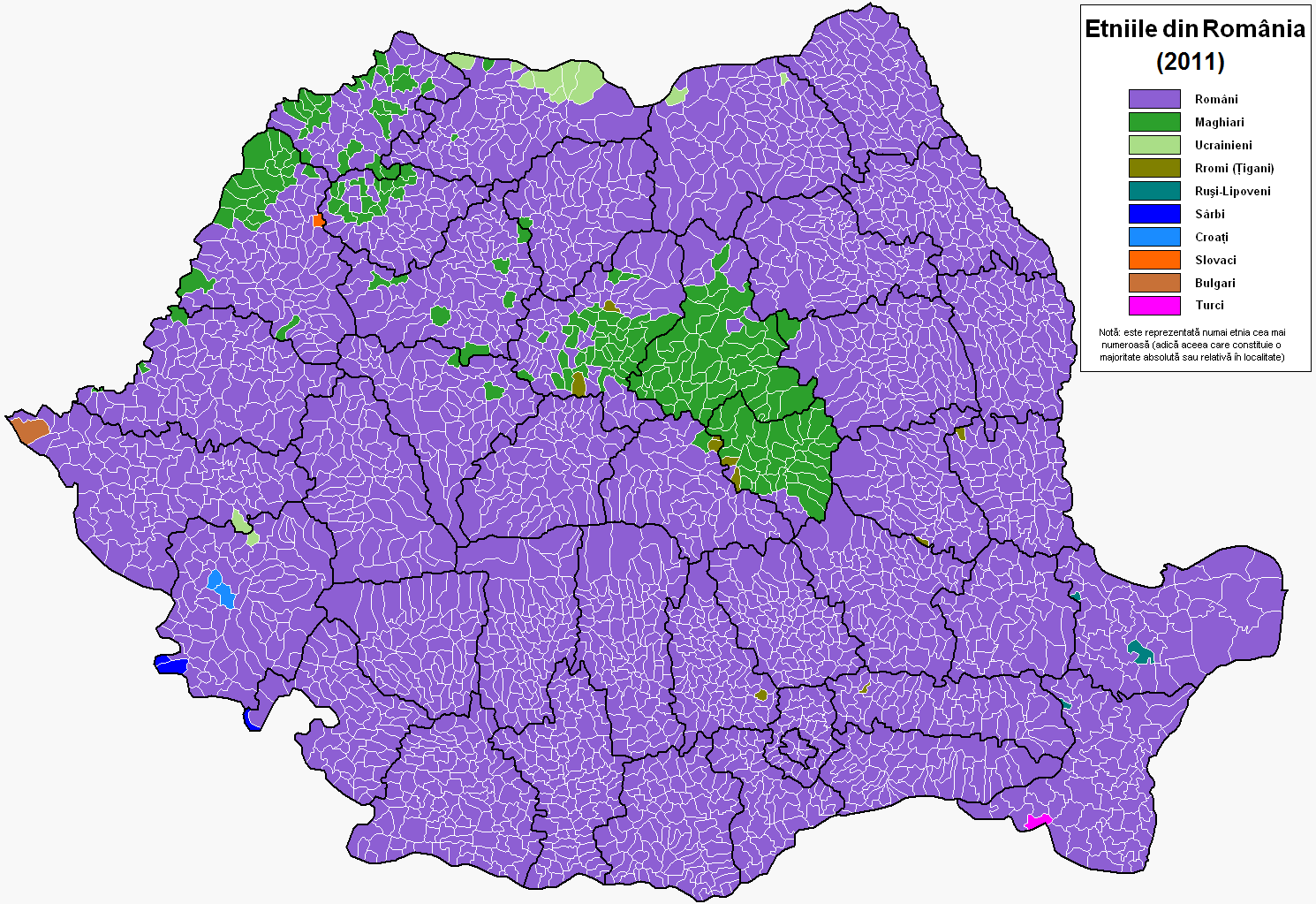
Etniczna mapa Rumunii (2011)
Legenda:
– Rumuni
– Węgrzy
– Ukraińcy
– Romowie
– Lipowanie
– Serbowie
– Chorwaci
– Słowacy
– Bułgarzy
– Turcy
Mapa przedstawia wyłącznie grupę etniczną stanowiącą większość w danym regionie

Spis powszechny ludności w 2011 – spis powszechny przeprowadzony w Rumunii przez Narodowy Instytut Statystyczny między 20 a 31 października 2011 roku. Jego zadaniem było porównanie zmian ze spisem powszechnym z 2002 roku. Pierwotnie zaplanowano go na 12-21 marca 2011 r., jednak został przełożony ze względów budżetowych i odbył się w październiku.

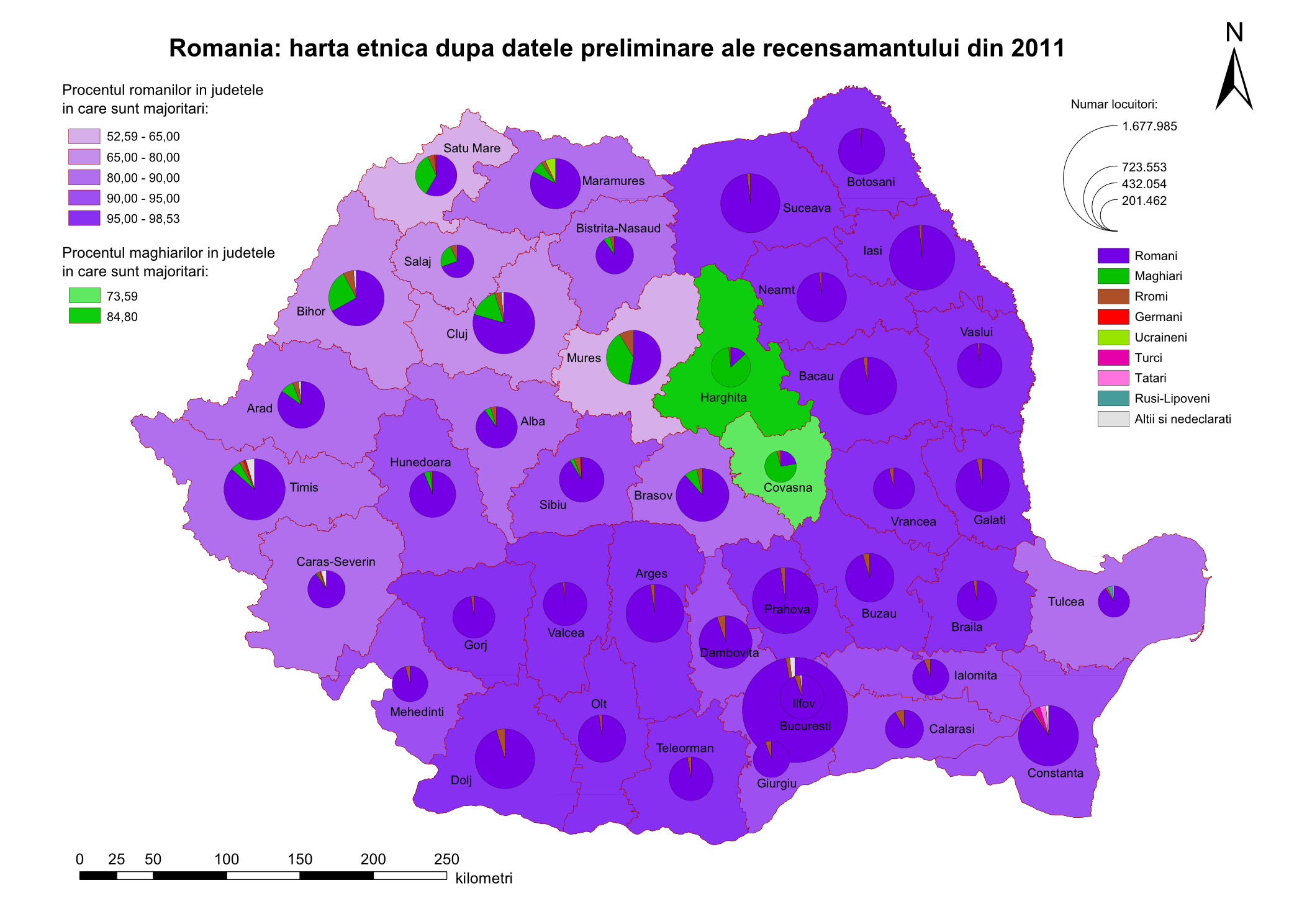
Mapa etniczna Rumunii na poziomie okręgów (2011)
Legenda:
– Rumuni
– Węgrzy
– Romowie
– Niemcy
– Ukraińcy
– Turcy
– Tatarzy
– Lipowanie
– niezadeklarowani

Spis był trzecim od upadku reżimu komunistycznego. Pierwsze dwa miały miejsce w 1992 i 2002 roku. Pierwsze wyniki zostały przedstawione przez rumuński Narodowy Instytut Statystyczny w styczniu 2012 roku.
Ostatecznie otrzymano następujące wyniki:
- Populacja: 20 121 641 osób, w tym 10 333 064 kobiety (51,4%)
- Gospodarstwa domowe: 7,1 mln (7 086 717) gospodarstw domowych;
- Mieszkalnictwo (w tym inne lokale mieszkalne): 8,5 mln mieszkań, w tym:
  - 8.450.607 mieszkań konwencjonalnych i 8.149 innych mieszkań;
  - Budynki: 5,1 miliona budynków (5117940 budynków, w tym: 5103013 budynków mieszkalnych i 14927 budynków o łącznej powierzchni mieszkalnej.